# L'attacco dei giganti - Before the Fall
L'attacco dei giganti - Before the Fall (進撃の巨人 Before the fall?, Shingeki no kyojin: Before the Fall) è una serie di light novel scritta da Ryō Suzukaze e illustrata da Thores Shibamoto, prequel del manga L'attacco dei giganti di Hajime Isayama. I tre romanzi sono stati pubblicati nel 2011 e nel 2012. Un adattamento manga di Satoshi Shiki è stato serializzato tra il 2013 e il 2019.

## Trama
La serie è ambientata 70 anni prima degli eventi de L'attacco dei giganti, ed è divisa in due parti: la prima si concentra su Angel Aaltonen, lo sviluppatore dell'Attrezzatura per effettuare il Movimento Tridimensionale (立体機動装置?, Rittai Kidō Sōchi); la seconda parte segue la vita di Kuklo, un ragazzo che è stato trovato da bambino in un mucchio di vomito di un gigante, essendo stato partorito da una delle vittime causate dal primo dopo che erano state mangiate. Viene etichettato come il "figlio del gigante" e imprigionato per molti anni, prima di essere liberato dalla figlia del suo proprietario, Sharle, e unirsi al Corpo di Ricerca.

## Media

### Light novel
La serie di light novel è scritta da Ryō Suzukaze e illustrata da Thores Shibamoto e funge da prequel del manga L'attacco dei giganti di Hajime Isayama. È composta da tre volumi, pubblicati tra il 2011 e il 2012. 
La serie è stata concessa in licenza in Nord America da Vertical, che ha pubblicato il primo volume nell'estate 2014, seguito dal secondo e dal terzo volume in formato omnibus 2 in 1 nell'estate 2015.  L'edizione italiana è stata pubblicata da Panini Comics dal 20 giugno 2014 al 13 marzo 2015.
| 1 | 2 dicembre 2011                                                                  | ISBN 978-4-06-375202-1 | 20 giugno 2014   |
| 1 | Capitoli - Prologo - Capitolo 1 - Capitolo 2 - Capitolo 3 - Capitolo 4 - Epilogo |                        |                  |
| 2 | 30 marzo 2012                                                                    | ISBN 978-4-06-375228-1 | 21 novembre 2014 |
| 2 | Capitoli - Prologo - Capitolo 1 - Capitolo 2 - Capitolo 3 - Intermezzo           |                        |                  |
| 3 | 29 giugno 2012                                                                   | ISBN 978-4-06-375243-4 | 13 marzo 2015    |
| 3 | Capitoli - Capitolo 1 - Capitolo 2 - Capitolo 3 - Epilogo                        |                        |                  |

### Manga

Copertina del primo volume dell'edizione italiana del manga, raffigurante uno dei due protagonisti, Kuklo

Un adattamento manga, scritto da Suzukaze e disegnato da Satoshi Shiki, è stato pubblicato sulla rivista Monthly Shōnen Sirius di Kōdansha dal 26 agosto 2013 al 26 marzo 2019 ed è stato raccolto in diciassette volumi. La serie ha ricevuto un capitolo speciale nel numero di maggio di Monthly Shōnen Sirius il 25 marzo 2014.
Kodansha USA ha annunciato nell'ottobre 2013 di aver concesso in licenza la serie e ha iniziato a distribuirla in Nord America nella primavera del 2014. L'edizione italiana è stata pubblicata da Panini Comics dal 6 dicembre 2014 al 14 novembre 2019.
| 1  | 9 dicembre 2013 | ISBN 978-4-06-376439-0 | 6 dicembre 2014  |
| 1  | Capitoli - 1. Il figlio del gigante (巨人の子?, Kyojin no ko) - 2. La ragazza risoluta (覚悟の少女?, Kakugo no shōjo) - 3. La promessa al chiaro di luna (月下の約束?, Gekka no yakusoku) - Trailer (Trailer?, Torērā) |                        |                  |
| 2  | 9 aprile 2014 | ISBN 978-4-06-376460-4 | 7 febbraio 2015  |
| 2  | Capitoli - 4. La notte della tempesta (嵐の夜?, Arashi no yoru) - 5. L'alba della partenza (未明の出立?, Mimei no shuttatsu) - 6. La prova di essere umano (人間の証明?, Ningen no shōmei) - 7. La terra cosparsa di sangue fresco (鮮血の大地?, Senketsu no daichi) |                        |                  |
| 3  | 8 agosto 2014 | ISBN 978-4-06-376486-4 | 11 aprile 2015   |
| 3  | Capitoli - 8. La composizione della preda (捕食の構図?, Hoshoku no kōzu) - 9. La colonna portante cremisi (紅蓮の巨塔 Guren no kyotō?) - 10. La trappola dell'unicorno (一角獣の陥穽?, Yunikōn no kansei) - Carlo Piquer - Rapporto della spedizione fuori dalle mura (カルロ・ピケール 遠征報告?, Karuro Pikēru Repōto)                                                                                 |                        |                  |
| 4  | 9 dicembre 2014 | ISBN 978-4-06-376515-1 | 13 giugno 2015   |
| 4  | Capitoli - 11. Fatale combinazione durante la prigionia (獄中の奇縁?, Gokuchū no kien) - 12. La terra dell'esecuzione (刑戮の荒野?, Keiriku no kōya) - 13. Morte temporanea (苟且の死者?, Kōsho no shisha) - Sharle e i giorni nel distretto di Shiganshina (シャルルのシガンシナ日誌?, Sharuru no Shiganshina nisshi)                                                                                   |                        |                  |
| 5  | 9 aprile 2015 | ISBN 978-4-06-376537-3 | 12 dicembre 2015 |
| 5  | Capitoli - 14. La nuova generazione della città industriale (工場都市の来者?, Kōjō toshi no raisha) - 15. Il futuro delle illusioni (幻視の未来?, Genshi no mirai) - 16. La foresta di bambù di ferro (黑金の竹林?, Kurogane no chikurin) - 17. L'armata corrotta (潰乱の兵団?, Kairan no heidan) |                        |                  |
| 6  | 7 agosto 2015 | ISBN 978-4-06-376564-9 | 13 febbraio 2016 |
| 6  | Capitoli - 18. Il tumultuoso banchetto della cupidigia (強欲の狂宴?, Gōyoku no kyōen) - 19. Il giuramento alla foresta di bambù (竹林の誓い?, Chikurin no chikai) - 20. I segni dell'avvento di un'ambizione (野望の胎動?, Yabō no taidō) - Il battesimo del fuoco di una recluta (或る新兵の初陣?, Aru shinpei no uijin) - La fanciulla che attende alla bottega (工房で待つ少女?, Kōbō de matsu shōjo) |                        |                  |
| 7  | 9 dicembre 2015 | ISBN 978-4-06-376590-8 | 21 aprile 2016   |
| 7  | Capitoli - 21. Lo stratagemma (詭謀の栖?, Kibō no su) - 22. L'abisso sotto le mura (壁下の深淵?, Hekika no shin'en) - 23. Il rondò delle tenebre (闇の輪舞?, Yami no rinbu) - 24. Il pianto dell'oscurità (晦冥の鬼哭?, Kaimei no kikoku) - Promessa nel nome del Wall Maria (ウォール・マリアに誓う?, Wōru Maria ni chikau)                                                                             |                        |                  |
| 8  | 8 aprile 2016 | ISBN 978-4-06-390619-6 | 25 agosto 2016   |
| 8  | Capitoli - 25. Prima della tempesta (嵐の前?, Arashi no mae) - 26. Fiamme di rivolta (動乱の炎?, Dōran no honō) - 27. Il futuro del conflitto (相克の行方?, Sōkoku no yukue) - 28. Una solida apertura (堅緻の空隙?, Kenchi no kūgeki) - Il maestro della manovra tridimensionale (立体機動の師?, Rittai kidō no shi)                                                                                    |                        |                  |
| 9  | 9 agosto 2016 | ISBN 978-4-06-390641-7 | 9 marzo 2017     |
| 9  | Capitoli - 29. La città della rivolta (擾乱の都市?, Jōran no toshi) - 30. Gli ultimi momenti della sommossa (逆乱の果て?, Gekiran no hate) - 31. Le lame del destino (宿縁の双剣?, Shukuen no sōken) - 32. Banchetto notturno nella gabbia (籠中の夜宴?, Kochū no yaen) - Il germoglio dell'ambizione (野望の萌芽?, Yabō no hōga)                                                                        |                        |                  |
| 10 | 9 dicembre 2016 | ISBN 978-4-06-390667-7 | 22 giugno 2017   |
| 10 | Capitoli - 33. La principessa in fuga (遁逃の籠姫?, Tontō no kago hime) - 34. La città dove regna sempre la notte (常夜の街?, Tokoyo no machi) - 35. Da sola nella città della notte eterna (不夜街の孤影?, Fu yagai no koei) - 36. I tempi andati degli artigiani (職人達の昔日?, Shokunin-tachi no sekijitsu) - Difesa personale (護身術で大接近?, Goshin-jutsu de dai sekkin)                         |                        |                  |
| 11 | 7 aprile 2017 | ISBN 978-4-06-390696-7 | 7 dicembre 2017  |
| 11 | Capitoli - 37. La gabbia delle vittime sacrificali - 38. Il guerriero che trama vendetta - 39. L'eredità del sogno - 40. Riunione in una squallida dimora |                        |                  |
| 12 | 9 agosto 2017 | ISBN 978-4-06-390725-4 | 15 febbraio 2018 |
| 12 | Capitoli - 41. Il pilastro dell'Armata - 42. Il cielo sopra il viaggio - 43. Origini - 44. L'arma della speranza |                        |                  |
| 13 | 8 dicembre 2017 | ISBN 978-4-06-510504-7 | 12 luglio 2018   |
| 13 | Capitoli - 45. Le ali del protettore - 46. Il bivio - 47. Segni di agitazione - 48. Una ragione per combattere |                        |                  |
| 14 | 9 aprile 2018 | ISBN 978-4-06-511218-2 | 8 novembre 2018  |
| 14 | Capitoli - 49. Fuori dal confine - 50. Il labirinto delle preoccupazioni - 51. Le catene delle ombre giganti - 52. Le origini della speranza |                        |                  |
| 15 | 9 agosto 2018 | ISBN 978-4-06-512288-4 | 7 marzo 2019     |
| 15 | Capitoli - 53. Il principio di tutto - 54. Un proposito oscuro - 55. La casa della falsità - 56. Segnali notturni |                        |                  |
| 16 | 7 dicembre 2018 | ISBN 978-4-06-513812-0 | 4 luglio 2019    |
| 16 | Capitoli - 57. Prima della spedizione - 58. L'ora della partenza - 59. La terra della pioggia battente - 60. Tragedia sotto la pioggia |                        |                  |
| 17 | 9 aprile 2019 | ISBN 978-4-06-515204-1 | 14 novembre 2019 |
| 17 | Capitoli - 61. Pugnalata alla Capitale Reale - 62. Il prezzo della vittoria - 63. Il bosco della morte - 64. Oscurità abbagliante - Ultimo. Verso una nuova era |                        |                  |

## Accoglienza
Il manga aveva 1,4 milioni di copie in circolazione ad agosto 2015.
Numerosi volumi del manga sono entrati nell'elenco dei best seller del New York Times:
- Il volume uno è stato in lista per cinque settimane non consecutive: per le prime due settimane si è classificato al primo posto.
- Il secondo volume era in lista per una settimana al quinto posto.[52]
- Il terzo volume era nella lista per una settimana al quarto posto.[53]
- Il quarto volume è rimasto sulla lista per due settimane, classificandosi rispettivamente al quarto e all'ottavo posto.
- Il volume sette è stato nell'elenco per una settimana, classificandosi al quarto posto.[54]

Recensendo il primo romanzo per Anime News Network, Rebecca Silverman lo ha definito "ben scritto, avvincente e con l'atmosfera di narrativa storica piuttosto che fantasy". Ha scritto che "lo stile di scrittura di Suzukaze è molto visivo... la prosa può farti rizzare lo stomaco e i capelli, non tanto in modo horror diretto, ma più nel senso di un incubo che si avvera quando ti eri convinto che era solo un sogno". Ha concluso dicendo "Se non sei stanco de L'attacco dei giganti o forse vuoi solo una spinta, vale assolutamente la pena leggere Before the Fall", e ha dato al libro una valutazione di A−.
Esaminando il secondo volume omnibus, ha assegnato anche a lui un'A−, definendo il libro "una lettura emozionante che richiede una scarsa conoscenza preliminare del mondo de L'attacco dei giganti". Era critica sul fatto che "Sharle, che inizia come un personaggio promettente, è tristemente sottosviluppata e sottoutilizzata", ma ha concluso la sua recensione dicendo che la storia "ci offre quello che fa il manga originale in forma di romanzo, e che non c'è davvero un elogio più grande che un adattamento possa ottenere".